# Swastika (motorfiets)
Swastika is een historisch Australisch motorfietsmerk.
Het was gevestigd in Adelaide en produceerde van 1913 tot 1916 motorfietsen met zware zijklepmotoren. Die motorblokken kwamen in elk geval voor een deel van JAP.